# París-Roubaix 2004
La París-Roubaix 2004 fou la 102a edició de la París-Roubaix. La cursa es disputà l'11 d'abril de 2004 i fou guanyada pel suec Magnus Bäckstedt, que s'imposà a l'esprint als seus tres companys d'escapada en la meta al velòdrom André Pétrieux de Roubaix. Amb aquesta victòria Bäckstedt es convertia en el primer suec a guanyar la París-Roubaix. Tristan Hoffman i Roger Hammond foren segon i tercer respectivament. Aquesta era la tercera cursa de la Copa del Món de ciclisme.

## Classificació final
|    | Ciclista                | Equip                | Temps     | Copa del món Punts |
| -- | ----------------------- | -------------------- | --------- | ------------------ |
| 1  | Magnus Bäckstedt (SWE)  | Alessio-Bianchi      | 6h 40'26" | 100                |
| 2  | Tristan Hoffman (NED)   | Team CSC             | m. t.     | 70                 |
| 3  | Roger Hammond (GBR)     | MrBookmaker-Palmans  | m. t.     | 50                 |
| 4  | Fabian Cancellara (SUI) | Fassa Bortolo        | m. t.     | 40                 |
| 5  | Johan Museeuw (BEL)     | Quick Step-Davitamon | + 17"     | 36                 |
| 6  | Peter Van Petegem (BEL) | Lotto-Domo           | + 17"     | 32                 |
| 7  | Leon Van Bon (NED)      | Lotto-Domo           | + 29"     | 28                 |
| 8  | George Hincapie (USA)   | Discovery Channel    | + 29"     | 24                 |
| 9  | Tom Boonen (BEL)        | Quick Step-Davitamon | + 29"     | 20                 |
| 10 | Frank Høj (DEN)         | Team CSC             | + 29"     | 16                 |